# Chāvoshqolī
Chāvoshqolī (persiska: چاوشقلی, Chāvosh Qolī) är en ort i Iran.   Den ligger i provinsen Västazarbaijan, i den nordvästra delen av landet, 600 km nordväst om huvudstaden Teheran. Chāvoshqolī ligger 1 216 meter över havet och antalet invånare är 578.
Terrängen runt Chāvoshqolī är platt åt nordost, men åt sydväst är den kuperad. Terrängen runt Chāvoshqolī sluttar österut.Runt Chāvoshqolī är det ganska tätbefolkat, med 75 invånare per kvadratkilometer. Närmaste större samhälle är Khvoy, 8,5 km nordost om Chāvoshqolī. Trakten runt Chāvoshqolī består till största delen av jordbruksmark.